# Benito Stefanelli
Benito Stefanelli (Roma, 2 settembre 1928 – Roma, 18 dicembre 1999) è stato un attore e stuntman italiano.

## Biografia
Stefanelli fece numerose apparizioni in ruoli minori in diversi spaghetti western. È apparso anche nella trilogia del dollaro di Sergio Leone. Inoltre interpretò una piccola parte anche nel film C'era una volta il West.
Padre dello stuntman e attore Marco Stefanelli, parlava molto bene l'inglese e sul set spesso faceva da interprete a Clint Eastwood. In alcuni film a cui ha preso parte ha svolto il compito di stuntman, coordinatore degli stuntman e maestro d'armi, come nei film Er più - Storia d'amore e di coltello (1971), con Adriano Celentano, e Il mio nome è Nessuno (1973), con Henry Fonda e Terence Hill.

## Filmografia
- Ulisse, regia di Mario Camerini (1954)
- La sceriffa, regia di Roberto Bianchi Montero (1959)
- Il terrore dell'Oklahoma, regia di Mario Amendola (1959)
- Messalina Venere imperatrice, regia di Vittorio Cottafavi (1960)
- Il terrore della maschera rossa, regia di Luigi Capuano (1960)
- La strada dei giganti, regia di Guido Malatesta (1960)
- Romolo e Remo, regia di Sergio Corbucci (1961)
- Capitani di ventura, regia di Angelo Dorigo (1961)
- L'ultimo dei Vikinghi, regia di Giacomo Gentilomo (1961) - non accreditato
- Il figlio di Spartacus, regia di Sergio Corbucci (1962)
- La leggenda di Enea, regia di Giorgio Venturini (1962)
- Una regina per Cesare, regia di Piero Pierotti e Viktor Turžanskij (1962)
- Massacro al Grande Canyon, regia di Sergio Corbucci (1963)
- Zorro e i tre moschettieri, regia di Luigi Capuano (1963)
- Rocambole, regia di Bernard Borderie (1963)
- D'Artagnan contro i 3 moschettieri, regia di Fulvio Tului (1963)
- Per un pugno di dollari, regia di Sergio Leone (1964)
- Danza macabra, regia di Antonio Margheriti (1964)
- Massacro al Grande Canyon, regia di Sergio Corbucci (1964)
- L'ultima carica, regia di Leopoldo Savona (1964)
- La vendetta dei gladiatori, regia di Luigi Capuano (1964)
- Per un dollaro a Tucson si muore, regia di Cesare Canevari (1965)
- Per qualche dollaro in più, regia di Sergio Leone (1965)
- Un dollaro bucato, regia di Giorgio Ferroni (1965)
- Il buono, il brutto, il cattivo, regia di Sergio Leone (1966)
- Per pochi dollari ancora, regia di Giorgio Ferroni (1966)
- La resa dei conti, regia di Sergio Sollima (1966)
- Agente Logan - Missione Ypotron, regia di Giorgio Stegani (1966)
- 100.000 dollari per Lassiter, regia di Joaquín Luis Romero Marchent (1966)
- Rififi internazionale (Du rififi à Paname), regia di Denys de La Patellière (1966)
- New York chiama Superdrago, regia di Giorgio Ferroni (1966)
- I crudeli, regia di Sergio Corbucci (1967)
- Gentleman Jo... uccidi, regia di Giorgio Stegani (1967)
- Wanted, regia di Giorgio Ferroni (1967)
- I giorni dell'ira, regia di Tonino Valerii (1967)
- C'era una volta il West, regia di Sergio Leone (1968)
- ...e per tetto un cielo di stelle, regia di Giulio Petroni (1968)
- Il pistolero segnato da Dio, regia di Giorgio Ferroni (1968)
- La notte dei serpenti, regia di Giulio Petroni (1969)
- Il prezzo del potere, regia di Tonino Valerii (1969)
- Cimitero senza croci (Une corde, un Colt), regia di Robert Hossein (1969)
- ...continuavano a chiamarlo Trinità, regia di E.B. Clucher (1971)
- W Django!, regia di Edoardo Mulargia (1971)
- Er più: storia d'amore e di coltello, regia di Sergio Corbucci (1971)
- Giù la testa, regia di Sergio Leone (1971)
- Una ragione per vivere e una per morire, regia di Tonino Valerii (1972)
- Rivelazioni di un maniaco sessuale al capo della squadra mobile, regia di Roberto Bianchi Montero (1972)
- Le Amazzoni - Donne d'amore e di guerra, regia di Alfonso Brescia (1973)
- Le guerriere dal seno nudo, regia di Terence Young (1973)
- Il mio nome è Nessuno, regia di Tonino Valerii (1973)
- Anche gli angeli tirano di destro, regia di E.B. Clucher (1974)
- Zanna Bianca alla riscossa, regia di Tonino Ricci (1974)
- Un genio, due compari, un pollo, regia di Damiano Damiani (1975)
- Squadra antiscippo, regia di Bruno Corbucci (1976)
- Squadra antifurto, regia di Bruno Corbucci (1976)
- El macho, regia di Marcello Andrei (1977)
- La mazzetta, regia di Sergio Corbucci (1978)
- L'uomo puma, regia di Alberto De Martino (1980)
- La guerra del ferro - Ironmaster, regia di Umberto Lenzi (1983)
- Vivre pour survivre, regia di Jean-Marie Pallardy (1984)
- Ladyhawke, regia di Richard Donner (1985)
- Warbus, regia di Ferdinando Baldi (1985)
- Cobra Verde, regia di Werner Herzog (1987)
- The Barbarians, regia di Ruggero Deodato (1987)
- Transformations, regia di Jay Kamen (1988)
- Un delitto poco comune, regia di Ruggero Deodato (1988)
- Un maledetto soldato, regia di Ted Kaplan (Ferdinando Baldi) (1988)
- La primavera di Michelangelo (A Season of Giants), regia di Jerry London (1990)
- Il pozzo e il pendolo (The Pit and the Pendulum), regia di Stuart Gordon (1991)

## Doppiatori italiani
- Arturo Dominici in Il terrore dell'Oklahoma, La resa dei conti, Continuavano a chiamarlo Trinità
- Pino Locchi in Danza macabra, New York chiama Superdrago, C'era una volta il West
- Luciano De Ambrosis in E per tetto un cielo di stelle, Il mio nome è Nessuno, Squadra antifurto
- Carlo Alighiero in Anche gli angeli tirano di destro, La notte dei serpenti, Squadra antiscippo
- Cesare Barbetti in Wanted, Il pistolero segnato da Dio
- Sergio Graziani in Per un pugno di dollari
- Michele Gammino in Un genio,due compari,un pollo
- Nando Gazzolo in Il prezzo del potere
- Manlio De Angelis in Un dollaro bucato
- Daniele Tedeschi in W Django
- Sergio Tedesco in 100.000 dollari per Lassiter
- Rino Bolognesi in Una ragione per vivere e una per morire
- Aldo Giuffré in Gentleman Jo...uccidi
- Massimo Foschi in Per pochi dollari ancora
- Gigi Proietti in I giorni dell'ira
- Glauco Onorato in  La sceriffa
- Ivano Staccioli in  El macho
- Renato Mori in Rivelazioni di un maniaco sessuale al capo della squadra mobile
- Antonio Guidi in D'Artagnan contro i 3 moschettieri